# Железновия
Железновия (лат. Geleznowia) — род деревянистых растений семейства Рутовые (Rutaceae), распространённый на юго-западе штата Западная Австралия.
Род назван в честь русского ботаника Николая Ивановича Железнова.

## Ботаническое описание
Полукустарники или кустарники, 0,15—2 м высотой. Листья сидячие или с коротким черешком, прижатые, кожистые, от эллиптических до обратнояйцевидных.
Цветки собраны по 1—17 в конечные головки. Прицветников 0—14, лепестковидные, жёлтые. Чашелистиков 5, свободные, 3,5—14 мм длиной, черепитчатые и напоминающие прицветники. Лепестков 5, жёлтые, эллиптические, толще чашелистиков, 4—8,8 мм длиной. Тычинок 10, свободные, 2,5—5,5 мм длиной. Плодолистиков 5, свободные, с двумя семяпочками на каждом; столбик голый, с узким или булавовидным рыльцем. Плод обратнояйцевидный, с одним семенем в гнезде. Семена тёмно-коричневые или чёрные, 3,6—5 мм длиной.

## Виды
Род включает 7 видов:
- Geleznowia amabilis K.A.Sheph. & A.D.Crawford
- Geleznowia calycina (J.Drumm. ex Harv.) Benth.
- Geleznowia eximia K.A.Sheph. & A.D.Crawford
- Geleznowia narcissoides K.A.Sheph. & A.D.Crawford
- Geleznowia occulta K.A.Sheph. & A.D.Crawford
- Geleznowia uberiflora K.A.Sheph. & A.D.Crawford
- Geleznowia verrucosa Turcz. typus[1] — Железновия бородавчатая